# Sunstroke (EP)
Sunstroke è il quinto EP del musicista danese Trentemøller, pubblicato il 29 agosto 2005 dalla Poker Flat Recordings.

## Tracce
Lato A
1. Sunstroke – 8:24

Lato B
1. Minimal Fox – 7:14